# Parafia św. Teresy od Dzieciątka Jezus w Warszawie (Śródmieście)
Parafia Świętej Teresy od Dzieciątka Jezus w Warszawie – parafia rzymskokatolicka należąca do dekanatu śródmiejskiego, archidiecezji warszawskiej, metropolii warszawskiej Kościoła katolickiego, w Warszawie. Obsługiwana przez księży archidiecezjalnych.

## Historia
Parafia została erygowana w 1938.
Kościół wybudowany w latach 30. XX wieku, został odbudowany po zniszczeniach wojennych.